# Ізобільненський район
Ізобільненський район (рос. Изобильненский район) — адміністративна одиниця Росії, Ставропольський край. До складу району входять 3 міських поселення і 12 сільських поселень.
| Росія | Це незавершена стаття з географії Росії. Ви можете допомогти проєкту, виправивши або дописавши її. |